# Golgijev aparat
Golgijevo tijelo (ili Golgijev aparat) pohranjuje, pakira i distribuira proteine i lipide te proizvodi polisaharide. Camillo Golgi je identificirao 1898. godine golgijevo tijelo

## Građa
Golgijev aparat se sastoji od 3 - 8 membranskih vrećica pritisnutih jedna na drugu, diktiosoma. Diktiosom je građen od šupljina ili tzv. Golgijevih cisterni omeđenih membranom; promjer cisterni iznosi 1 μm, 3 do 8 cisterni naslagane su jedna iznad druge; na rubovima se nalazi proširenje od kuda izlaze Golgijevi mjehurići. U životinjskim stanicama Golgijev aparat je jednom stranom okrenut prema endoplazmatskoj mrežici, a drugom prema staničnoj membrani.

## Golgijevi mjehurići
Postoje četiri vrste Golgijevih mjehurića:
1. Tip - spajaju se sa staničnom membranom i izlučuju iz stanice
2. Tip - vežu se za staničnu membranu gdje vrše razne popravke stanične membrane
3. Tip - Lizosomi - sadrže enzime za razgradnju hranjivih tvari. Lizosomi se još nazivaju samoubilačke vrećice, jer ako se rasprsnu unutar citoplazme njihovi enzimi mogu razgraditi sve ostale stanične dijelove kao i samu stanicu.
4. Tip - Peroksisomi - sadrže enzime za razgradnju otpadnih tvari

## Uloga
Golgijevo tijelo kontrolira promet proteina i lipida. Sudjeluje u sintezi ugljikohidrata i njegova nakupljanja. Modificira proteine; proteini koje se sintetiziraju u zrnatom ER-u putuju u glatki ER i zatim odlaze u Golgijevo tijelo gdje se za njih mogu kovalentnom vezom vezati polisaharidi, zatim s takvi izlučuju iz Golgijeva tijela kao mjehurići na mjestu proširenja cisterni. Golgijevo tijelo također sudjeluje u stvaranju hormona i pigmenata.

Kod biljnih stanica Golgijevo tijelo sudjeluje u oblikovanju stanične membrane i stanične stijenke (tijekom diobe).

## Primjeri
- Biljka rosika (Drosera rotundifolia L.) na svojim lovkama luči kapljice ljepljive sluzi pomoću kojih hvata kukce, ta sluz je dolazi zbog Golgijeva tijela.
- Kod algi kremenjašica, njihova kremena ljuštura rezultat je djelovanja Golgijeva tijela.
- Razna eterična ulja osobita mirisa poput metvice proizvod su Golgijeva tijela.
- Staračke pjege rezultat su Golgijeva tijela, točnije lizosoma, jer se starenjem lizosoma u njima nakupljaju smeđi pigmenti.
- Prilikom metamorfoze gusjenice u leptira, lizosomi su odgovorni za razgradnju.